# Cerynea ignetincta
Cerynea ignetincta là một loài bướm đêm trong họ Erebidae.